# Chief Keef
Chief Keef (рус. Чиф Киф; настоящее имя — Кит Фаррел Козарт: англ. Keith Farrelle Cozart; род. 15 августа 1995, Чикаго, Иллинойс) — американский рэпер, певец, автор песен и музыкальный продюсер. Начал свою карьеру звукозаписывателя подростком и впервые привлек внимание региона и похвалу за свои микстейпы в начале 2010-х годов. Его первый местный хит «I Don't Like» (с участием Lil Reese) был выпущен в марте 2012 года и вскоре стал его первой записью в Billboard Hot 100, породив ремикс-версию от Kanye West.

## Биография

### Ранняя жизнь (1995—2010)
Родился в Чикаго, штат Иллинойс, 15 августа 1995 года, от Лолиты Картер, которой было 14 лет и она не состояла в браке. Он был назван в честь своего покойного дяди, Кита Картера, известного как «Большой Киф». Жил в комплексе Parkway Garden Homes, расположенном в районе Вашингтон Парк на южной стороне города, который является оплотом уличной банды Black Disciples, членом которой является Чиф Киф. Социолог Р. Л’Эурё Льюис-Маккой описал менталитет Чиф Кифа как: «банда Black Disciples являются центральным элементом того, кто он есть и кем он должен быть».
Чиф Киф находился в разрыве с биологическим отцом, Альфонсо Козартом, с тех пор, как ему был год. Его законным опекуном была бабушка, Маргарет Картер, с которой он жил в Чикаго. Она работала водителем школьного автобуса.
Он начал читать рэп в пять лет, используя караоке-музыку матери и кассеты для записи своей музыки.
В детстве Чиф Киф посещал начальную школу Дуллес и старшую школу Дайетт. Школу Дайетт бросил на первом курсе.

### Начало карьеры:Finally Rich, и последующие микстейпы (2011—2013)
В 2011 году Козарт начал привлекать внимание в южной части Чикаго благодаря своим микстейпам «The Glory Road» и «Bang». Однако вскоре он был арестован за стрельбу из автомобиля, после чего он провёл 30 дней под домашним арестом у бабушки. В это время его видеоклипы на YouTube стали набирать популярность, особенно в жанре дрилла. После окончания ареста его известность возросла, а песня «I Don’t Like» стала настоящим хитом в Чикаго, привлекла внимание рэпера Kanye West, который сделал ремикс на этот трек.
Летом 2012 года за Кифом охотились лейблы, и в начале 2013 года он подписал контракт с Interscope Records, получив $6,000,000 и возможность создать собственный лейбл Glory Boyz Entertainment. Его дебютный альбом «Finally Rich» вышел 18 декабря 2012 года и включал известных исполнителей, а также достиг 29-го места в Billboard 200.
В марте 2013 года Киф был объявлен фрэшменом в журнале XXL, а в мае подписал контракт с Gucci Mane. Он также поучаствовал в треке Kanye West «Hold My Liquor», что получило положительные отзывы. На свой 18-й день рождения, 15 августа 2013 года, Киф выпустил микстейп «Bang 2», но критики остались не в восторге. В октябре вышел следующий проект «Almighty So», который также получил смешанные отзывы.

### Bang 3,Nobody(2014—2016)
Чиф Киф начал экспериментировать с продюсированием своей музыки в 2014 году, а также изменять свой стиль. В январе он анонсировал новый микстейп «Bang 3», а в феврале представил обложку к «Back From The Dead 2», продолжению ранее раскритикованного проекта. В марте артист признался, что его зависимость от кодеина негативно сказалась на качестве музыки в микстейпах «Bang 2» и «Almighty So». В этом же месяце он выпустил сингл «Fuck Rehab» совместно с покойным кузеном Марио Хэссом и клип на него.
В октябре 2014 года Киф был исключён из Interscope Records, но подтвердил через Twitter, что продолжит работу над своими проектами, включая «Bang 3». Несмотря на первоначальные планы выпустить микстейп к Рождеству 2014 года, релиз задержался. Тем не менее, он выпустил совместный с Gucci Mane микстейп «Big Gucci Sosa» и «Back From The Dead 2», в котором самостоятельно продюсировал большинство треков. Критики положительно оценили его работу, а микстейп «Back From The Dead 2» попал в список лучших рэп-альбомов 2014 года.
В ноябре 2014 года Киф анонсировал альбом «Nobody», который вышел 16 декабря и включал таких гостей, как Kanye West. Альбом получил положительные отзывы и оценку 7/10 от Pitchfork Media. 8 февраля 2015 года он выпустил микстейп «Sorry 4 The Weight», который также получил положительные рецензии.
В мае 2015 года Киф подписал контракт с лейблом FilmOn Music. 11 июля того же года был убит его близкий друг, рэпер Capo, что побудило Кифа организовать благотворительный концерт в его память. Он также объявил о создании фонда «Stop the Violence Now» для борьбы с преступностью в Чикаго.
3 августа 2015 года Киф выпустил первую часть долгожданного микстейпа «Bang 3», а 18 сентября вышла вторая часть. Альбом содержал 30 треков и получил высокие оценки от критиков. В сентябре он также выпустил вторую часть микстейпа «Almighty DP» и в ноябре представил «Finally Rollin 2», в котором переосмыслял треки других исполнителей.
В конце ноября стало известно о приостановке сотрудничества Кифа с FilmOn Music из-за разногласий по управлению его карьерой. В результате последний микстейп «Finally Rollin 2» стал недоступен для скачивания на крупных платформах.

### Dedication,GlotovenиAlmighty So 2(2016-настоящее время)
В марте 2016 года Чиф Киф объявил в Твиттере о своем уходе из рэп-индустрии, однако уже в том же году он появился на совместном треке с MGK под названием «Young Man». В январе 2017 года Киф выпустил микстейп «Two Zero One Seven», состоящий из 17 треков. Он присоединился к числу рэперов, таких как Jay Z, Lupe Fiasco и Nicki Minaj, которые также делали заявления о завершении карьеры, но впоследствии возвращались к музыке.
1 декабря 2017 года Чиф Киф представил четыре микстейпа в преддверии выхода своего третьего альбома «Dedication», который был признан «самым приятным альбомом на сегодняшний день» по версии The Guardian.
В 2018 году Киф выпустил несколько микстейпов, включая «Mansion Musick» и «Back from the Dead 3», а также другие проекты из серии «The Leek». Он также сотрудничал с такими артистами, как Playboi Carti, Soulja Boy и G Herbo.
В начале 2019 года Чиф Киф и продюсер Zaytoven вновь объединились для записи совместного микстейпа под названием «Glotoven», который вышел 15 марта 2019 года и был сопроводен синглом «Spy Kid». 20 апреля 2019 года Киф анонсировал новый микстейп «Almighty So 2», в который были запланированы фиты с Youngboy Never Broke Again, Lil Uzi Vert, Soulja Boy и Lil Reese. В это же время он также выпустил сингл под названием «Boost».
В марте 2020 года Чиф Киф достиг значимого успеха как продюсер, работая над вторым студийным альбомом Lil Uzi Vert «Eternal Atake», в котором присутствовал трек «Chrome Heart Tags». Позже он также участвовал в альбоме «Lil Uzi Vert vs. the World 2» с песней «Bean (Kobe)», которая стала его самой успешной композицией в чарте Hot 100, достигнув 19-го места.
10 мая 2024 года рэпер выпустил свой пятый студийный альбом «Almighty So 2».

## Собственный лейбл

### Glo Gang (GBE)
В рамках контракта Козарта с Interscope Records был создан лейбл Glory Boyz Entertainment (GBE). Кит Козарту и его мененеджеру Ровану Мануэлю принадлежало по 40 % акций лейбла. Двоюродный брат Кита и его коллега по музыке Fredo Santana, дядя Алонзо Картер и Энтони Дейд владели оставшимися 20 % лейбла. В будущем времени на лейбл подпишутся такие люди как Lil Reese, Fredo Santana и продюсер Young Chop.
Лейбл был активен с 2011 года, но выпускал только микстейпы и не был полноценной звукозаписывающей компанией. После выпуска альбома Finally Rich лейбл должен был выпустить альбом Лил Риза в последующие месяцы, вместе с различными микстейпами. Однако 3 января 2014 года Козарт заявил, что Glory Boyz Entertainment «больше нет» и он открывает новый лейбл под названием Glo Gang. Перед смертью Blood Money, Киф рассказал в интервью что членами Glo Gang стали: Tray Savage, Ballout, Capo (GBE), Tadoe, JusGlo и сам Chief Keef.

#### Действущие музыканты
- Chief Keef
- Tadoe
- Ballout
- Lil Flash
- Benji Flo
- Terintino
- JusGlo
- Krashhoutt
- SmokeCamp Chino

#### Бывшие музыканты
- Blood Money (убит, 2014)
- GBE Capo (убит, 2015)
- Fredo Santana (умер, 2018)
- Tray Savage (убит, 2020)
- T-Slick (убит, 2024)
- Boss Moo (умер, 2021)
- Lil Reese
- Snoop Dogg
- SD
- Stunhard Buda
- Gino Marley
- Rocaine
- D Rose
- Cdai
- King Von (убит, 2020)

## Влияние
Во многих статьях Chief Keef упоминается как очень влиятельная фигура в современном хип-хопе, как из-за его музыкального стиля, так и из-за гангстерского имиджа. Его мелодичный стиль музыки и его характерно невнятная подача текстов, были названы катализатором успеха Chiraq и Mumble rap, а также влиянием на большое количество современных исполнителей, таких как: 21 Savage, YoungBoy Never Broke Again, Lil Uzi Vert, Lil Pump, XXXTentacion, Sematary, Ski Mask The Slump God, Trippie Redd, Juice Wrld, Polo G и Tay-K. Кроме того, активное использование импровизации, в частности, уникальные эдлибы оказали большое влияние на поджанр рэпа Soundcloud и артистов, которые вышли из него.

## Дискография

### Студийные альбомы
- Finally Rich (2012)
- Bang 3, Part 1 (2015)
- Bang 3, Part 2 (2015)
- Dedication (2017)
- 4NEM (2021)
- Almighty So 2 (2024)